# ساشا جوريتشيتش
ساشا جوريتشيتش (بالكرواتية: Saša Đuričić)‏ هو لاعب كرة قدم كرواتي في مركز الدفاع، ولد في 1 أغسطس 1979 في سراييفو في البوسنة والهرسك. لعب مع نادي تافريا سيمفروبول ونادي شيروكي برييغ ونادي فورسكلا بولتافا وهايدوك كولا.

## وصلات خارجية
- ساشا جوريتشيتش على موقع اتحاد أوكرانيا (الإنجليزية)
- ساشا جوريتشيتش على موقع قاعدة بيانات كرة القدم.إي يو (الإنجليزية)
- ساشا جوريتشيتش على موقع Soccerway.com (الإنجليزية)
- ساشا جوريتشيتش على موقع عالم كرة القدم.نت (الإنجليزية)